# Xyris
Xyris is een geslacht uit de familie Xyridaceae. De soorten komen wereldwijd voor in de (sub)tropen en verder in Noord-Amerika.

## Soorten
- Xyris aberdarica Malme
- Xyris acrophila Malme
- Xyris affinis Welw. ex Rendle
- Xyris albescens Steyerm.
- Xyris almae Kral & Wand.
- Xyris ambigua Beyr. ex Kunth
- Xyris amorimii Kral
- Xyris anamariae Wand. & Kral
- Xyris anceps Lam.
- Xyris andina Malme
- Xyris angularis N.E.Br.
- Xyris angustifolia De Wild. & T.Durand
- Xyris anisophylla Welw. ex Rendle
- Xyris apureana Kral & L.B.Sm.
- Xyris aquatica Idrobo & L.B.Sm.
- Xyris aracamunae Kral
- Xyris arachnoidea Maguire & L.B.Sm.
- Xyris araracuarae Maguire & L.B.Sm.
- Xyris archeri L.B.Sm. & Downs
- Xyris aristata N.E.Br.
- Xyris asperula Mart.
- Xyris asterotricha Lock
- Xyris atrata Malme
- Xyris atriceps Malme
- Xyris atrospicata Wand. & J.S.Guedes
- Xyris atrovirida Doust & B.J.Conn
- Xyris augusto-coburgi Szyszyl. ex Beck
- Xyris aurea L.B.Sm. & Downs
- Xyris bahiana Malme
- Xyris baldwiniana Schult.
- Xyris bampsii Lisowski
- Xyris bancana Miq.
- Xyris barteri N.E.Br.
- Xyris bialata Malme
- Xyris bicarinata Griseb.
- Xyris bicephala Gleason
- Xyris bicostata Maguire & L.B.Sm.
- Xyris bissei Urquiola & Kral
- Xyris bituberosa Phonsena & Chantar.
- Xyris blanchetiana Malme
- Xyris blepharophylla Mart.
- Xyris boliviana Kral
- Xyris borneensis Rendle
- Xyris brachyfolia Kral & Wand.
- Xyris brachysepala Kral
- Xyris bracteata R.Br.
- Xyris bracteicaulis E.P.Bicknell ex L.M.Campb.
- Xyris brevifolia Michx.
- Xyris buengkanensis Phonsena & Chantar.
- Xyris byssacea Kral
- Xyris cachimbensis L.B.Sm. & Downs
- Xyris calcicola E.L.Bridges & Orzell
- Xyris calderonii Kral, L.B.Sm. & Wand.
- Xyris calostachys Paulsen ex Warm.
- Xyris caparaoensis Wand.
- Xyris capensis Thunb.
- Xyris capillaris Malme
- Xyris capnoides Malme
- Xyris carinata Maguire & L.B.Sm.
- Xyris caroliniana Walter
- Xyris celiae L.B.Sm. & Downs
- Xyris cervii E.D.Lozano & Wand.
- Xyris chapmanii E.L.Bridges & Orzell
- Xyris cheumatophila Doust & B.J.Conn
- Xyris chimantae Kral & L.B.Sm.
- Xyris ciliata Thunb.
- Xyris cipoensis L.B.Sm. & Downs
- Xyris columbiana Malme
- Xyris complanata R.Br.
- Xyris concinna N.E.Br.
- Xyris confusa L.B.Sm. & Downs
- Xyris congensis Büttner
- Xyris connosepala Lanj. & Lindeman
- Xyris consanguinea Kunth
- Xyris consolida Kral & L.B.Sm.
- Xyris contracta Maguire & L.B.Sm.
- Xyris coronata Haines
- Xyris correlliorum E.L.Bridges & Orzell
- Xyris coutensis Wand. & Cerati
- Xyris crassifunda Kral
- Xyris cryptantha Maguire & L.B.Sm.
- Xyris cuatrecasasiana Idrobo & L.B.Sm.
- Xyris culmenicola Steyerm.
- Xyris curassavica Kral & Urquiola
- Xyris cylindrostachya Kral & Wand.
- Xyris cyperoides Gleason
- Xyris dardanoi Wand.
- Xyris dawsonii L.B.Sm. & Downs
- Xyris decipiens N.E.Br.
- Xyris decussata Gleason
- Xyris delicatula Maguire & L.B.Sm.
- Xyris densa Malme
- Xyris desquamata J.R.Morel & Munzinger
- Xyris diamantinae Malme
- Xyris diaphanobracteata Kral & Wand.
- Xyris difformis Chapm.
- Xyris dilatatiscapa Kral & Jans.-Jac.
- Xyris dissimilis Malme
- Xyris dissitifolia Kral & Wand.
- Xyris disticha L.B.Sm. & Downs
- Xyris downsiana L.B.Sm.
- Xyris drummondii Malme
- Xyris ednae Lock
- Xyris egleri L.B.Sm. & Downs
- Xyris ekmanii Malme
- Xyris elegantula Malme
- Xyris eleocharoides Kral & L.B.Sm.
- Xyris elliottii Chapm.
- Xyris emarginata Phonsena & Chantar.
- Xyris erosa Lock
- Xyris erubescens Rendle
- Xyris esmeraldae Steyerm.
- Xyris exigua Malme
- Xyris exilis Doust & B.J.Conn
- Xyris fallax Malme
- Xyris ferreirae Kral
- Xyris festucifolia Hepper
- Xyris fibrosa Kral & Wand.
- Xyris filifolia L.A.Nilsson
- Xyris filiformis Lam.
- Xyris fimbriata Elliott
- Xyris flabelliformis Chapm.
- Xyris flexifolia R.Br.
- Xyris floridana (Kral) E.L.Bridges & Orzell
- Xyris foliolata L.A.Nilsson
- Xyris formosana Hayata
- Xyris fredericoi Wand.
- Xyris frequens Maguire & L.B.Sm.
- Xyris friesii Malme
- Xyris frondosa Maguire & L.B.Sm.
- Xyris fugaciflora Rendle
- Xyris fuliginea Kral & L.B.Sm.
- Xyris fusca L.A.Nilsson
- Xyris gerrardii N.E.Br.
- Xyris glandacea L.A.Nilsson
- Xyris globosa L.A.Nilsson
- Xyris glochidiata Kral & L.B.Sm.
- Xyris gongylospica Kral
- Xyris gossweileri Malme
- Xyris goyazensis Malme
- Xyris gracilis R.Br.
- Xyris gracillima F.Muell.
- Xyris graminosa Pohl ex Mart.
- Xyris grandiceps Griseb.
- Xyris grandis Ridl.
- Xyris graniticola Kral
- Xyris graomogolensis Wand. & Kral
- Xyris grisebachii Malme
- Xyris guaranitica Malme
- Xyris guianensis Steud.
- Xyris guillenii Kral
- Xyris harleyi Kral & L.B.Sm.
- Xyris hatschhachii L.B.Sm. & Downs
- Xyris hilariana Malme
- Xyris huberi Kral & L.B.Sm.
- Xyris huillensis Rendle
- Xyris humpatensis N.E.Br.
- Xyris hymenachne Mart.
- Xyris hystrix Seub.
- Xyris imitatrix Malme
- Xyris inaequalis N.A.Wakef.
- Xyris indica L.
- Xyris indivisa N.A.Wakef.
- Xyris insignis L.A.Nilsson
- Xyris intersita Malme
- Xyris involucrata Nees
- Xyris irwinii Wand. & L.M.Campb.
- Xyris isoetifolia Kral
- Xyris itambensis Kral & Wand.
- Xyris itatiayensis (Malme) Wand. & Sajo
- Xyris jataiana Kral & Wand.
- Xyris jolyi Wand. & Cerati
- Xyris juncea R.Br.
- Xyris juncifolia Maguire & L.B.Sm.
- Xyris jupicai Rich.
- Xyris kibaraensis Lisowski
- Xyris kornasiana Brylska & Lisowski
- Xyris kradungensis B.Hansen
- Xyris kralii Wand.
- Xyris kukenaniana Kral
- Xyris kundelungensis Brylska
- Xyris kwangolana P.A.Duvign. & Homes
- Xyris labatii Rakoton., Callm. & Phillipson
- Xyris lacera R.Br.
- Xyris lacerata Pohl ex Seub.
- Xyris laevigata L.A.Nilsson
- Xyris lagoinhae Kral & L.B.Sm.
- Xyris lanata R.Br.
- Xyris laniceps Lock
- Xyris lanuginosa Seub.
- Xyris lanulobractea Steyerm.
- Xyris laxiflora F.Muell.
- Xyris laxifolia Mart.
- Xyris lejolyana Lisowski
- Xyris leonensis Hepper
- Xyris liesneri Kral
- Xyris linifolia P.Royen
- Xyris lithophila Kral & L.B.Sm.
- Xyris lobbii Rendle
- Xyris lomatophylla Mart.
- Xyris longibracteata Britton & P.Wilson
- Xyris longifolia Mart.
- Xyris longiscapa L.A.Nilsson
- Xyris longisepala Kral
- Xyris louisianica E.L.Bridges & Orzell
- Xyris lucida Malme
- Xyris luetzelburgii Malme
- Xyris lugubris Malme
- Xyris lutescens Kral & Wand.
- Xyris macbrideana L.B.Sm. & Downs
- Xyris machrisiana L.B.Sm. & Downs
- Xyris madagascariensis Malme
- Xyris makuensis N.E.Br.
- Xyris mallocephala Lock
- Xyris malmeana L.B.Sm.
- Xyris mantuensis Urquiola & Kral
- Xyris maparecida Wand., J.S.Guedes & Silva-Cobra
- Xyris marginata Rendle
- Xyris marojejyensis Lock, Rakoton., Callm. & Phillipson
- Xyris maxima Doust & B.J.Conn
- Xyris melanopoda L.B.Sm. & Downs
- Xyris melanovaginata Kral & L.B.Sm.
- Xyris mello-barretoi L.B.Sm. & Downs
- Xyris membranibracteata Kral & L.B.Sm.
- Xyris mentiens Lock
- Xyris mertensiana Körn. ex Malme
- Xyris metallica Klotzsch ex Seub.
- Xyris mexiae Malme
- Xyris mexicana S.Watson
- Xyris mima L.B.Sm. & Downs
- Xyris minarum Seub.
- Xyris montana Ries
- Xyris moraesii L.B.Sm. & Downs
- Xyris morii Kral & L.B.Sm.
- Xyris mucujensis Kral & L.B.Sm.
- Xyris muelleri Malme
- Xyris nanuzae Wand.
- Xyris natalensis L.A.Nilsson
- Xyris navicularis Griseb.
- Xyris neblinae Maguire & L.B.Sm.
- Xyris neglecta L.A.Nilsson
- Xyris neocaledonica Rendle
- Xyris nervata Wand. & N.Mota
- Xyris nigra N.Mota & Wand.
- Xyris nigrescens Kral
- Xyris nigricans L.A.Nilsson
- Xyris nilssonii Malme
- Xyris nivea Welw. ex Rendle
- Xyris nubigena Kunth
- Xyris obcordata Kral & Wand.
- Xyris oblata Kral & L.B.Sm.
- Xyris obscura N.E.Br.
- Xyris obtusiuscula L.A.Nilsson
- Xyris oligantha Steud.
- Xyris operculata Labill.
- Xyris organensis Malme
- Xyris ornithoptera Lock
- Xyris oxylepis Idrobo & L.B.Sm.
- Xyris paleacea Kral & Urquiola
- Xyris pallidula Kral & Wand.
- Xyris panacea L.C.Anderson & Kral
- Xyris pancheri Rendle
- Xyris paradisiaca Wand.
- Xyris paraensis Poepp. ex Kunth
- Xyris parvula Malme
- Xyris pauciflora Willd.
- Xyris pectinata Kral, L.B.Sm. & Wand.
- Xyris peteri Poelln.
- Xyris phaeocephala Kral & Wand.
- Xyris picea Kral & Wand.
- Xyris pilosa Kunth
- Xyris piranii Wand.
- Xyris pirapamae Wand. & J.S.Guedes
- Xyris piraquarae L.B.Sm. & Downs
- Xyris piresiana L.B.Sm. & Downs
- Xyris plantaginea Mart.
- Xyris platylepis Chapm.
- Xyris platystachya Nilsson ex Malme
- Xyris popeana Lisowski
- Xyris porcata Lock
- Xyris porphyrea Lock
- Xyris pranceana Kral & Wand.
- Xyris pratensis Maguire & L.B.Sm.
- Xyris prolificans Kral
- Xyris ptariana Steyerm.
- Xyris pterygoblephara Steud.
- Xyris pulchella Wand. & N.Mota
- Xyris pumila Rendle
- Xyris ramboi L.B.Sm. & Downs
- Xyris regnellii L.A.Nilsson
- Xyris rehmannii L.A.Nilsson
- Xyris reitzii L.B.Sm. & Downs
- Xyris retrorsifimbriata Kral & L.B.Sm.
- Xyris rhodolepis (Malme) Lock
- Xyris rigida Kunth
- Xyris rigidiformis Malme
- Xyris riopretensis N.Mota & Wand.
- Xyris riparia Maguire & L.B.Sm.
- Xyris roraimae Malme
- Xyris rostrata Wand. & N.Mota
- Xyris roycei N.A.Wakef.
- Xyris rubella Malme
- Xyris rubrolimbata Heimerl
- Xyris rubromarginata Kral & L.B.Sm.
- Xyris rupicola Kunth
- Xyris sanguinea Verm. ex Malme
- Xyris savanensis Miq.
- Xyris scabridula Rendle
- Xyris scabrifolia R.M.Harper
- Xyris sceptrifera Kral & Wand.
- Xyris schizachne Mart.
- Xyris schliebenii Poelln.
- Xyris schneeana L.B.Sm. & Steyerm.
- Xyris scoparia N.Mota & Wand.
- Xyris serotina Chapm.
- Xyris serrana E.D.Lozano & Wand.
- Xyris setigera Oliv.
- Xyris seubertii L.A.Nilsson
- Xyris shepherdiana Wand. & J.S.Guedes
- Xyris sincorana Kral & Wand.
- Xyris smalliana Nash
- Xyris sororia Kunth
- Xyris sparsifolia Kral & L.B.Sm.
- Xyris spathacea Lanj.
- Xyris spathifolia Kral & Moffett
- Xyris spectabilis Mart.
- Xyris sphaerocephala Malme
- Xyris spinulosa Kral & L.B.Sm.
- Xyris spruceana Malme
- Xyris stenocephala Malme
- Xyris stenophylla L.A.Nilsson
- Xyris stenophylloides Malme
- Xyris stenostachya Steyerm.
- Xyris stenotera (Malme) E.L.Bridges & Orzell
- Xyris straminea L.A.Nilsson
- Xyris stricta Chapm.
- Xyris subasperula Kral
- Xyris subglabrata Malme
- Xyris submetallica Kral
- Xyris subsetigera Malme
- Xyris subtilis Lock
- Xyris subulata Ruiz & Pav.
- Xyris subuniflora Malme
- Xyris sulcatifolia Kral
- Xyris surinamensis A.Spreng.
- Xyris symoensii Brylska & Lisowski
- Xyris tasmanica (D.I.Morris) Doust & B.J.Conn
- Xyris tatei Malme
- Xyris teinosperma Idrobo & L.B.Sm.
- Xyris tenella Kunth
- Xyris tennesseensis Kral
- Xyris teres L.A.Nilsson
- Xyris teretifolia R.Br.
- Xyris terrestris Idrobo & L.B.Sm.
- Xyris thailandica Phonsena & Chantar.
- Xyris thysanolepis Maguire & L.B.Sm.
- Xyris tomentosa L.B.Sm. & Downs
- Xyris toronoana Kral
- Xyris torta Sm.
- Xyris tortilis Wand.
- Xyris tortula Mart.
- Xyris trachyphylla Mart.
- Xyris trachysperma Kral & Duiv.
- Xyris trichophylla Malme
- Xyris tristis L.B.Sm. & Downs
- Xyris tuberosa Ridl.
- Xyris uleana Malme
- Xyris uninervis Malme
- Xyris unistriata Malme
- Xyris ustulata L.A.Nilsson
- Xyris vacillans Malme
- Xyris valdeapiculata Kral
- Xyris valida Malme
- Xyris velutina N.Mota & Wand.
- Xyris veruina Malme
- Xyris vestita Malme
- Xyris villosicarinata Kral & Wand.
- Xyris vivipara Kunth
- Xyris wallichii Kunth
- Xyris wawrae Heimerl
- Xyris welwitschii Rendle
- Xyris witsenioides Oliv.
- Xyris wurdackii Maguire & L.B.Sm.
- Xyris xiphophylla Maguire & L.B.Sm.